# Duhort-Bachen
Duhort-Bachen je naselje in občina v francoskem departmaju Landes regije Akvitanije. Naselje je leta 2009 imelo 621 prebivalcev.

## Geografija
Kraj leži v pokrajini Gaskonji ob reki Ourden, 27 km jugovzhodno od Mont-de-Marsana, 56 km severno od Pauja in 143 km južno od Bordeauxa.

## Uprava
Občina Duhort-Bachen skupaj s sosednjimi občinami Aire-sur-l'Adour, Bahus-Soubiran, Buanes, Classun, Eugénie-les-Bains, Latrille, Renung, Saint-Agnet, Saint-Loubouer, Sarron in Vielle-Tursan sestavlja kanton Aire-sur-l'Adour s sedežem v Airu. Kanton je sestavni del okrožja Mont-de-Marsan.

## Zgodovina
Naselbina je bila zgrajena kot srednjeveška bastida leta 1331.

## Zanimivosti
- nekdanja benediktinska opatija Saint-Jean de la Clastelle, ustanovljena okoli leta 1073, med francosko rvolucijo spremenjena v graščino, danes kobilarna,
- cerkev sv. Lupusa iz časa ustanovitve bastide,
- cerkev sv. Marije Magdalene, Bachen.